# Champions Challenge (golf)
De Champions Challenge was een golftoernooi in Nederland tussen een team van acht professionals en een team van acht top-amateurs.
De Cup was 37 keer gespeeld, voor het laatst op 8 juli 1973 op de Veluwse Golf Club. Slechts vier keer hadden de amateurs gewonnen. Maar tijden veranderen, amateurs werden beter, en daarom nam Rik Ruts in 1991 het initiatief om het toernooi nieuw leven in te blazen. Het werd georganiseerd in de week nadat de Ryder Cup op Kiawah Island werd gespeeld en door Europa was verloren. 

## 1991
Het toernooi vond plaats op Toxandria en werd gespeeld met teams van 6 personen, bij gebleken succes werd besloten in 1992 weer met teams van acht personen te spelen, zoals voorheen.
De foursomes 's ochtends werden door de amateurs gewonnen: 3-0
- Wilfred Lemmens en Tom O'Mahoney verloren op hole 18 van Rolf Muntz en Stéphane Lovey
- Joost Steenkamer en Constant Smits van Waesberghe verloren op hole 18 van Michael Vogel en Bart Nolte
- Roel Timmermans en Joost Huurman verloren op hole 15 van Jeroen Stevens en Thomas van Zijl

De singles 's middags werden gelijk gespeeld: 3-3
- Wilfred Lemmens verloor van Stéphane Lovey met 1 down
- Joost Steenkamer verloor van Bart Nolte met 1 down
- Constant Smits van Waesberghe verloor van Rolf Muntz met 2&1
- Roel Timmermans won van Michael Vogel met 2&1
- Tom O'Mahoney won van Thomas van Zijl met 4&2
- Joost Huurman won van Jeroen Stevens met 4&3

De eindstand was dus 6-3 voor de amateurs. Hun captein was Bauke Bult, captain van de pro's was Henk Stevens. De nieuwe beker werd uitgereikt door Piet Witte, die met Simon van der Berg in 1973 de foursome had gewonnen.